# Balaklava
Balaklava (ucraïnès i rus: Балаклава; tàtar de Crimea: Balıqlava) és una antiga ciutat de Crimea a Ucraïna, ara part de Sebastòpol. Fou una ciutat independent fins al 1957, quan fou incorporada com a raion (districte) a la «ciutat amb estatus especial» de Sebastòpol, de la qual es troba a 16 km al sud. Balaklava té un port pesquer.

## Història
És la clàssica Palakion, una ciutat grega a la badia de Símbolon (Σύμβολον); estava habitada per grecs i poblacions locals. Va passar a Roma i després a l'Imperi Romà d'Orient, sent una factoria de comerç amb els russos del segle ix al xiii; al segle xiv va passar als genovesos, que la van conquerir el 1360. Els romans d'Orient l'anomenaven Yamboli i els genovesos ho van traduir com a Cembalo (Cèmbalo). S'hi va formar un bisbat catòlic. El 1380, els romans d'Orient els van cedir tota la costa sud de Crimea fins a Kaffa/Feodòssia. Les ruïnes de la fortalesa genovesa es van conservar fins al segle xix.
El 1475 els otomans i tàrtars del Kanat de Crimea van prendre possessió de la ciutat i la van anomenar Balıklava ('niu del peix' o 'port de pesca' en tàtar de Crimea) deformat amb el temps a la seva forma actual per influència del grec Palakion i de l'italià Bella Clava com s'anomenava al port. Durant la guerra russo-turca de 1768-1774 les tropes russes van conquerir Crimea el 1771 i fou annexionada el 1783. la població tàrtara fou substituïda per grecs de les illes. Caterina la Gran la va visitar el 1787. La població de la rodalia va romandre tàrtara fins a la deportació d'aquesta nació el 1944 per col·laborar amb els alemanys. El 1942 fou ocupada pels alemanys fins al 1944. El 1956 va ser integrada junt amb Crimea a Ucraïna, de la que va formar part amb la independència el 1991. Fins al 1993 hi va haver una base de submarins nuclears. El 1996 va sortir de la base el darrer submarí
Fou famosa per la batalla de Balaklava durant la guerra de Crimea, amb l'èpica càrrega de la brigada lleugera (25 d'octubre de 1854).

## Galeria d'imatges

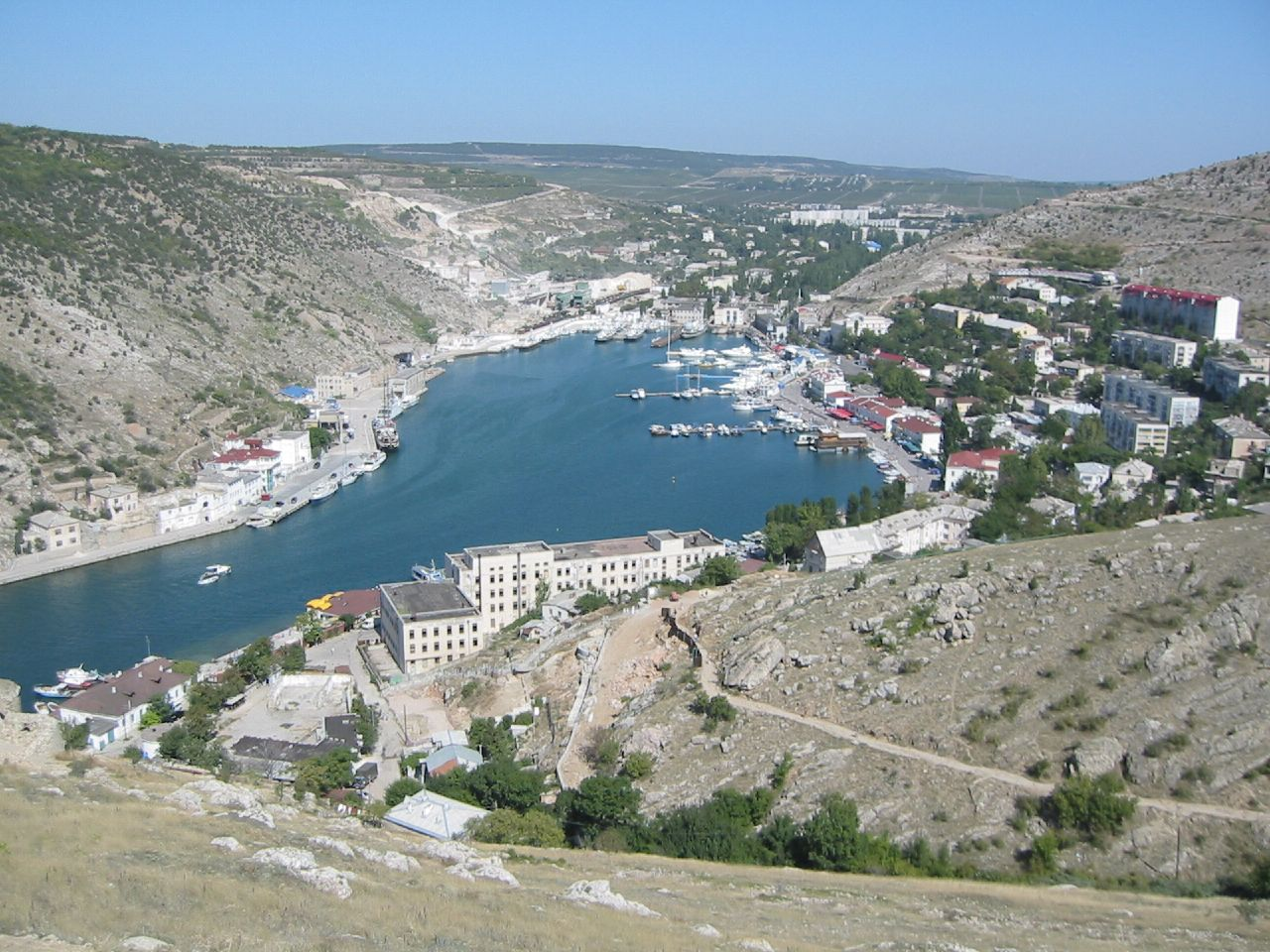
Moderna Balaklava
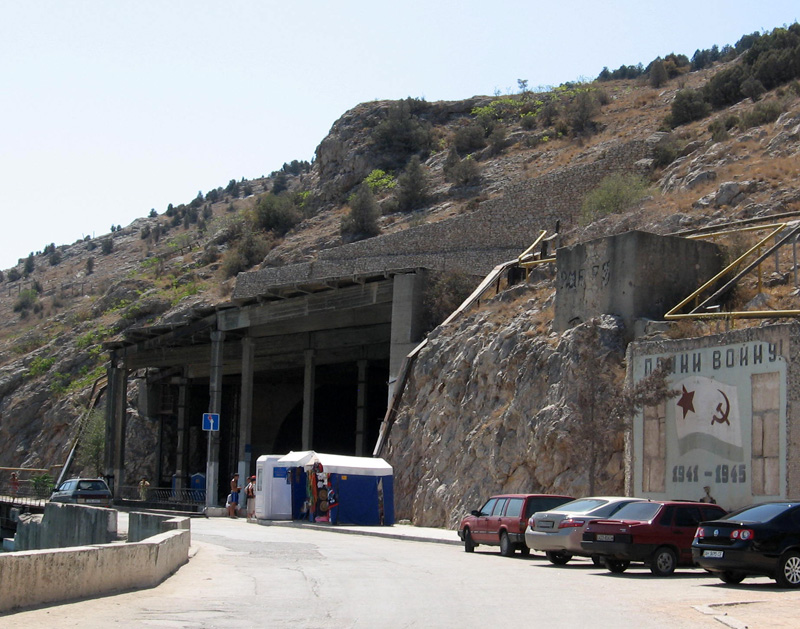
Entrada a la base de submarins
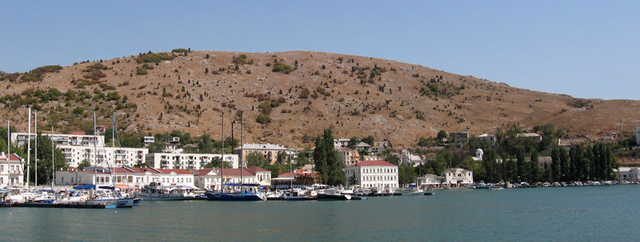
Port
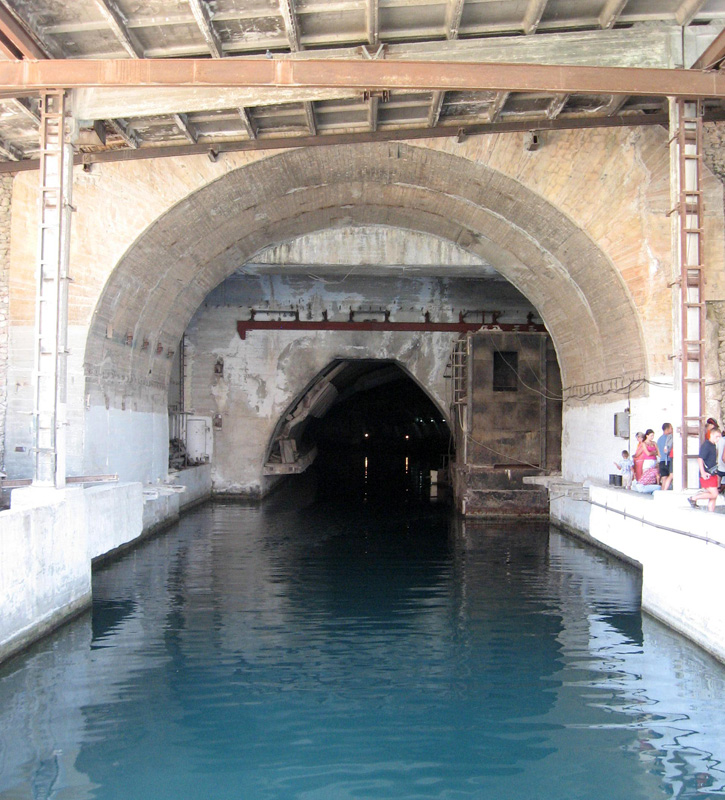
Túnel
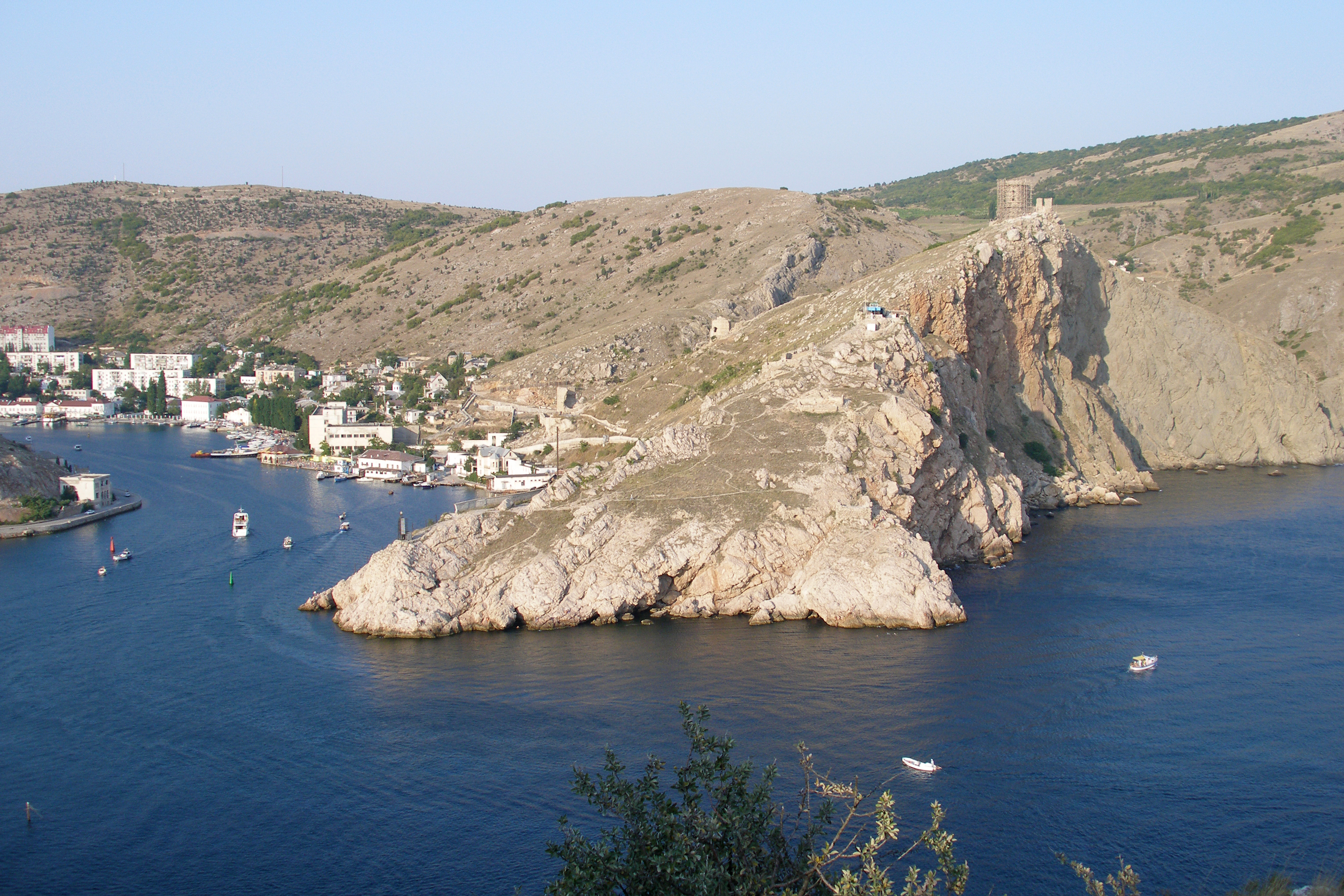
Cèmbalo
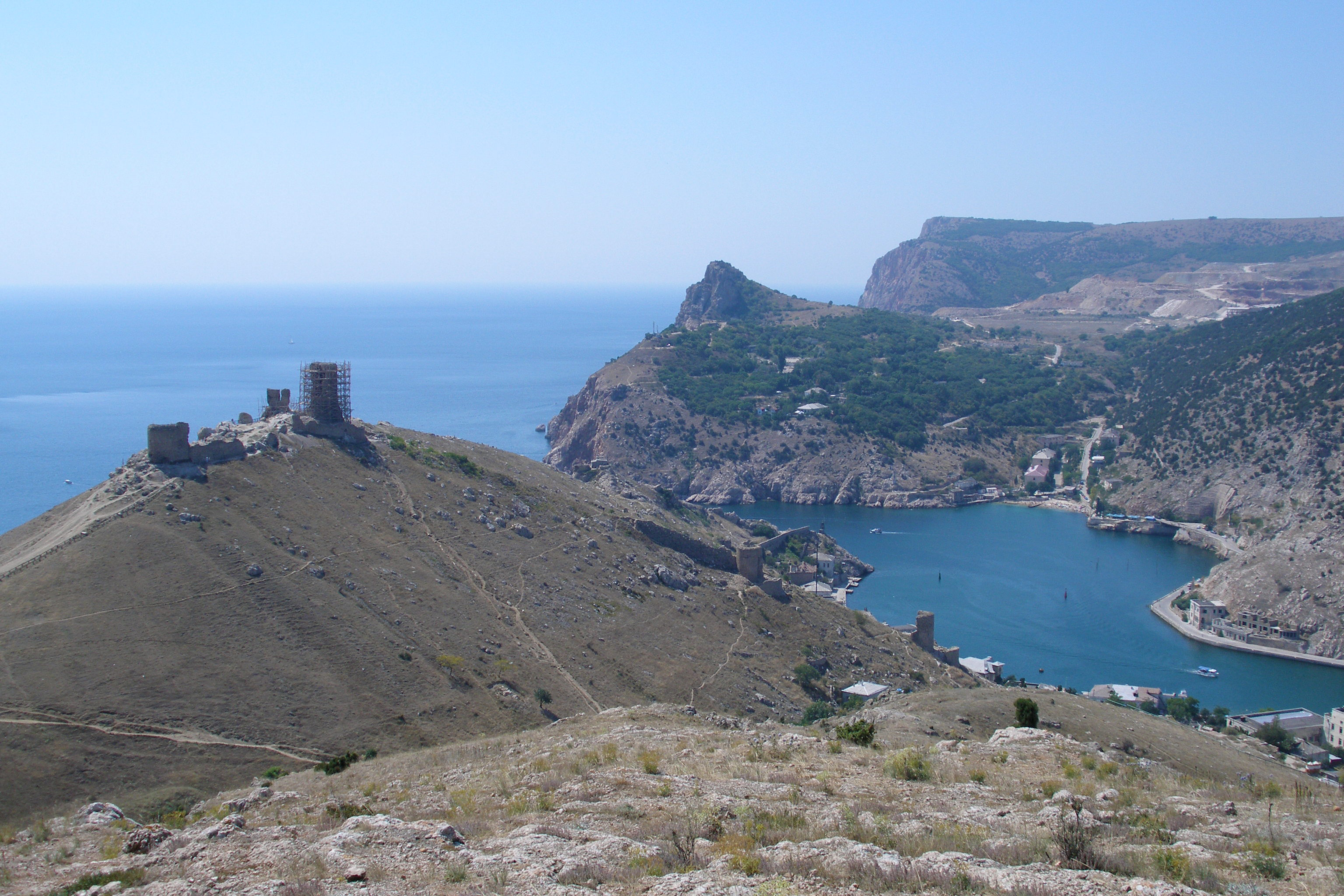
Cèmbalo
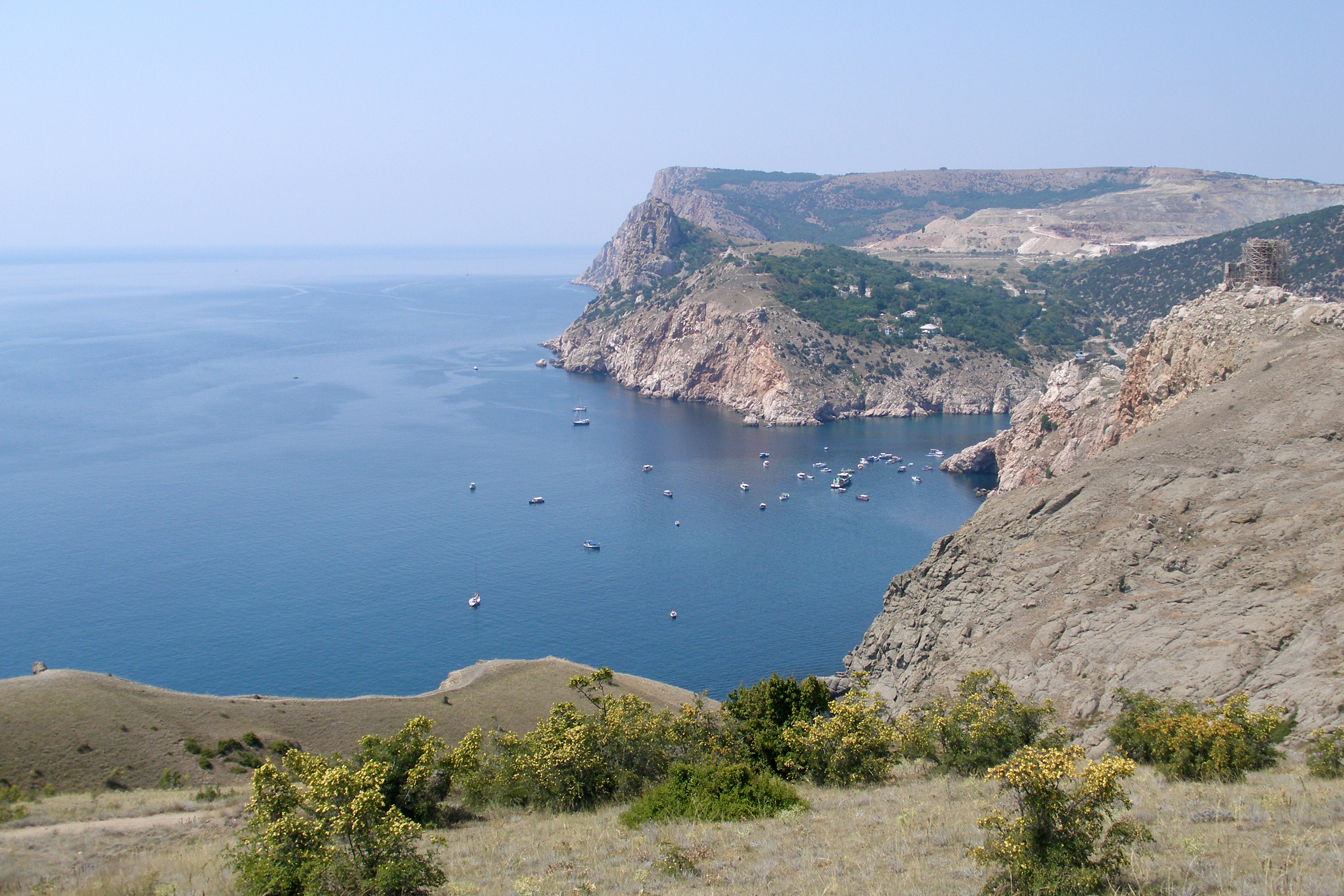